# Никарагуанская федерация футбола
Никарагуа́нская федера́ция футбо́ла (ФЕНИФУТ) (исп. Federación Nicaragüense de Fútbol (FENIFUT)) — организация, осуществляющая контроль и управление футболом в Никарагуа. Располагается в столице государства — Манагуа. НФФ основана в 1931 году, вступила в ФИФА в 1950 году, а в КОНКАКАФ — в 1968 году. В 1991 году стала одним из членов-основателей УНКАФ. Федерация организует деятельность и управляет национальными сборными по футболу (мужской, женской, молодёжными). Под эгидой федерации проводится чемпионат страны и многие другие соревнования.